# Каменщик Василь Вікторович
Васи́ль Ві́кторович Ка́менщик (14 січня 1944, с. Новогригорівка Перша, Долинський район (нині — Кропивницький район), Кіровоградська область — 27 квітня 2023, Львів) — український архітектор, професор кафедри монументальної скульптури Львівської національної академії мистецтв (1990), член Академії архітектури України (2005) та Спілки архітекторів України, головний архітектор міста Львова (2002—2006).

## Життєпис
Народився 14 січня 1944 року у с. Новогригорівка Перша Долинського району (нині — Кропивницького району) Кіровоградської області у родині Віктора Федосійовича та Марфи Дмитрівни Каменщиків. Невдовзі родина переїхала до міста Станіслава. Змалку Василь прихилявся до всього гармонійного і красивого. У школі цікавився різними видами мистецтва, зокрема архітектурою.
Закінчивши десятирічку, 1961 року вступив на інженерно-будівельний факультет Львівського політехнічного інституту. Після закінчення інституту з серпня 1967 року, понад три десятиліття працював у Львівському державному інституті проєктування міст «Містопроект», а від 1976 року — керівником комплексної проєктної майстерні КПМ-1 цього ж інституту.
Від 1990 року — професор кафедри монументальної скульптури Львівської національної академії мистецтв. Від 2002 року й до виходу на заслужений відпочинок у 2006 році — головний архітектор міста Львова — начальник управління архітектури та містобудування Львівської міськради. Від 2008 року — головний експерт з архітектури Львівської обласної філії ДП «Укрдержбудекспертиза». Співпрацював з Національним університетом «Львівська політехніка» у процесі творчих обговорень проєктів.
Водночас професія була його найбільшим захопленням, а рідні — його однодумцями. З дружиною Евеліною-Анною Андріївною (видатний художник книги) виховали сина Андрія, який продовжив справу батька — закінчив у 1992 році Національний університет «Львівська політехніка» та став архітектором.
Займався громадською діяльністю, зокрема, був членом Спілки архітекторів України, Львівської обласної ліги творчих спілок та правління Львівської обласної організації «Меморіал».

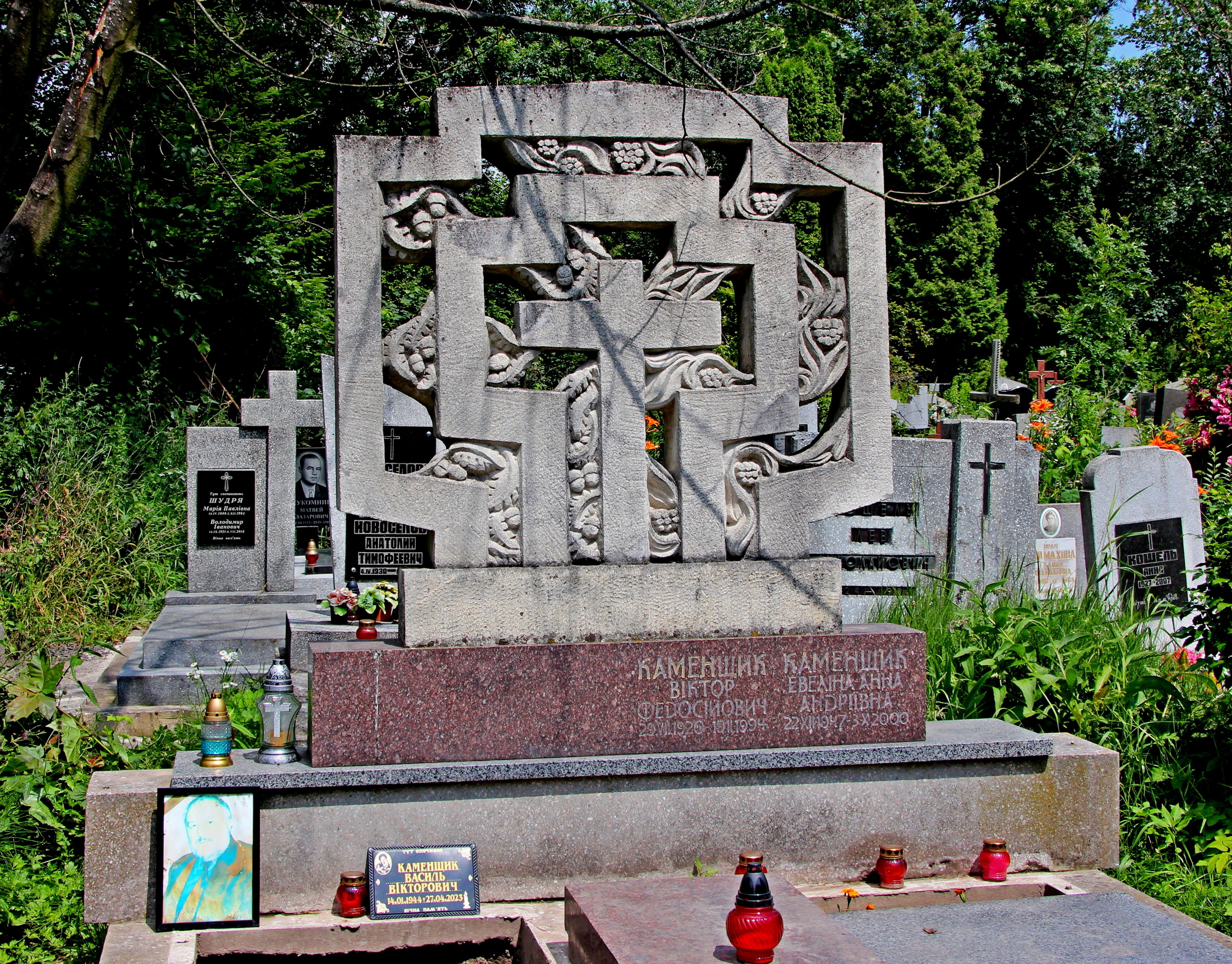
Надгробок на похованні родини Каменщиків

Помер 27 квітня 2023 року. Похований на 31 полі Сихівського цвинтаря у Львові.

## Творчість
Василь Каменщик є автором сотень реалізованих проєктів.

### Будівлі
- будівля львівського палацу мистецтв на вул. Коперника (1983–1996)[5];
- будівля львівської обласної податкової адміністрації на вул. Стрийській (1977–1987). Об'єкт початково проєктувався як адміністративний будинок Львівського обкому КП України та облвиконкому[6];
- комплекси будівель Львівського обласного управління СБУ на вул. Вітовського (1970–1985);
- будівля кінотеатру імені О. П. Довженка у співавторстві з архітекторами Анатолієм Ващаком та Євгенією Мінковою, а також конструкторами М. Бачинським, Ю. Хробаком[7];
- будівля рибного магазину «Океан» у співавторстві з архітектором Ярославом Мастило (1982, вул. Володимира Великого, 26а)[8];
- будівля Державного інституту проектування міст «Містопроект» на вул. Чупринки (співавторство з архітекторами Зіновієм Підлісним, Борисом Кузнецовим, Миколою Столяровим, 1982—1986)[1][9];
- Південний (1970—1985) та Сихівський (1976—2002) житлові масиви;
- комплекс будівель, початково задуманий як громадський центр південного житлового масиву на вул. Княгині Ольги, 106, 108, 114, 116, у співавторстві з архітекторами Зіновієм Підлісним, Юлією Верблян та Віталієм Петельком[10];
- реконструкція палацу Потоцьких під будинок прийомів Президента України на вул. Коперника (1999);
- санаторій «Перлина Прикарпаття» (м. Трускавець)[11].

### Пам'ятники
- Пам'ятник Ю. Мельничуку у Львові (1973, співавторство — скульптор Яків Чайка)[12];
- Тарасові Шевченку у Новому Роздолі (1987), Сокалі (1989), Моршині (1997) на Львівщині, а також у м. Коломия на Івано-Франківщині (1988);
- стела з барельєфом Михайла Грушевського, у співавторстві зі скульптором Еммануїлом Миськом. Встановлена 1991 року перед будівлею Державного меморіального музей Михайла Грушевського у Львові;
- Михайлові Грушевському (1994), жертвам політичних репресій (1998), патріарху Димитрію (2001), Вячеславу Чорноволу (2002) та меморіалу «Марсове поле» (1970) у Львові;
- Василю Стефанику (1994), Іванові Франку (1995, співавтори скульптори Любомир Яремчук та Микола Посікіра) у Івано-Франківську[13];
- Іванові Франку (1999) у м. Відень (Австрія);
- Степанові Бандері у Стрию (1991), Старому Самборі (2008), Трускавці (2010);
- Капличка-пам'ятник жертвам комуністичних репресій (1995, замковий парк у Золочеві; у співавторстві зі скульптором Теодозією Бриж, художниками — Євгеном та Яремою Безнісками)[14];
- надмогильного пам'ятника князю Святославу Володимировичу поблизу Славська на Львівщині (1996–2008);
- Українського військового меморіалу на горі Маківка у Карпатах (1997);
- Загиблим землякам (1977, в селі Кути у співавторстві зі скульптором Володимиром Бецем)[15];
- пам'ятник видатному українському політику, громадському діячеві, публіцисту, голові Львівської обласної ради першого демократичного скликання В'ячеславу Чорноволу (2002, Львів, сквер «На Валах», співавтор — скульптор Іван Самотос)[16];
- меморіальний знак на місці будинку, де пройшли молоді роки українського актора Амвросія Бучми на розі вулиці Озаркевича та площі Святого Юра; у співавторстві зі скульпторкою Теодозією Бриж (2003)[17];
- Пам'ятник В. Ковалю на Сихівському цвинтарі у Львові (1985—1986; у співавторстві зі скульптором Валентином Подольським)[18].
- Пам'ятник на могилі художника Миколи Бідняка на Личаківському цвинтарі у Львові (2006, у співавторстві зі скульптором Миколою Посікірою)[19][20].

### Меморіальні таблиці
- Таблиця із горельєфом Ярослави Музики на вулиці Винниченка, 26 у Львові (1994, бронза, скульптор Еммануїл Мисько)[21];
- Таблиця Ростиславові Братуню на вулиці Грицая, 8 у Львові (1998, бронза, скульптор Еммануїл Мисько)[22];
- Таблиця Миколі Івасюку на вулиці Фредра, 7 у Львові (2002), бронза, скульптор Микола Посікіра)[23];
- Таблиця Константині Малицькій на вул. Драгоманова, 12 у Львові (29 вересня 2009) (співавтор — архітектор Любомир Яремчук)[24]);
- Таблиця Ользі Басараб на вулиці Академіка Романа Кучера, 3/5 у Львові (1999), бронза, скульптор Любомир Яремчук[25].

### Нереалізовані проєкти
- Конкурсний проєкт другої черги будівництва меморіалу на Марсовому полі — статуї св. Георгія Переможця на коні (1985, скульптор Еммануїл Мисько). Проєкт відзначено премією, не реалізовано[26];
- Проєкт пам'ятника Шевченку для Дрогобича від 1988 року (співавтори скульптори Йосип Садовський, Іван Самотос). Затверджений, але не був реалізований[27].

## Відзнаки, нагороди
Десятки проєктів за авторством В. В. Каменщика та під його безпосереднім керівництвом нагороджені дипломами Держбуду України. Нагороджений премією Ради Міністрів СРСР, Золотою медаллю ВДНГ СРСР, за підготовку національних кадрів архітекторів — державною нагородою Монголії — медаллю «Найрамдал» (1981), за видатні заслуги в царині культури — орденом святих рівноапостольних Кирила і Мефодія. Крім того нагороджений орденом «За вірність» імені Василя Стуса.